# Annie Barbazza

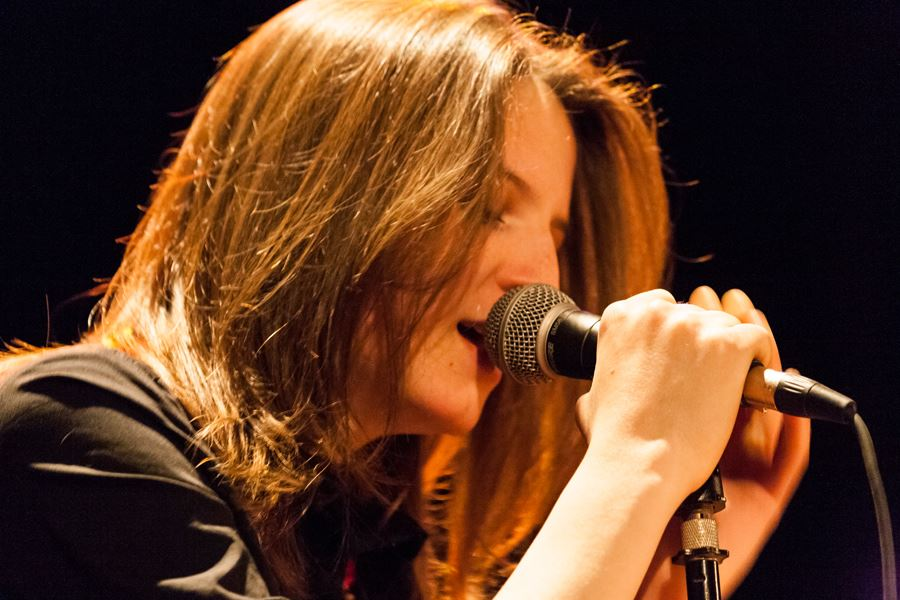
Annie Barbazza (2016)

Anna „Annie“ Barbazza (* 15. Juni 1993 in Mailand) ist eine italienische Progrocksängerin.

## Wirken
Barbazza spielte zunächst während ihrer Klavierausbildung am Conservatorio Nicolini in Piacenza in lokalen Rockgruppen Schlagzeug, um dann zu Gesang und Akustikgitarre zu wechseln. 2012 wurde ihre Stimme von Greg Lake entdeckt, der sie einlud, mit ihm im selben Jahr in Piacenza zu singen (dokumentiert auf dessen postumen Live-Album Live in Piacenza). Sie startete ihre Solokarriere mit ihrer Band Annie’s Playlist. Daneben holte sie Bernardo Lanzetti als Background-Sängerin für sein Album Forty Years of Voice Impossible – Vox 40 Live.
Lake produzierte gemeinsam mit Max Marchini das Album Moonchild, auf dem sie an Lakes Stelle als Sängerin zu hören ist. Daneben trat sie mit John Greaves auf und sang auf dessen Alben Piacenza (2015) und Life Size (2017). Weiterhin spielte sie Schlagzeug auf dem Album White Zombie von Paul Roland. Auch trat sie im Duo mit Robyn Hitchcock auf. Die italienische Fusionband Area lud sie 2015 zu einem Konzert ein, in dem sie Gioia e rivoluzione vortrug.
Mit Greaves war sie als Sängerin zentral an der Neuinterpretation von Robert Wyatts Rock Bottom durch das North Sea Radio Orchestra beteiligt, das 2019 beim Rock in Opposition Festival in Lyon und im Cafe Oto in London vorgestellt wurde. Michael Mantler holte sie 2023 neben Greaves in sein New Songs Ensemble.

## Diskographische Hinweise
- Annie’s Playlist (Unifaun Productions 2015)
- Annie’s Playlist II (Unifaun Productions 2017)
- Annie Barbazza & Max Repetti: Moonchild (Manticore 2018)
- John Greaves, Annie Barbazza & North Sea Radio Orchestra: Folly Bololey (Dark Companion 2019)
- Vive (Dark Companion 2020)[7]
- John Greves & Annie Barbazza: Earthly Powers (Dark Companion 2023)